# Jaxartosaurus
Jaxartosaurus ("lagarto del Jaxartes") es un género representado posiblemente por dos especies de dinosaurios ornitópodos lambeosaurinos, que vivieron a finales del período Cretácico, hace aproximadamente 84 millones de años durante el Campaniense, en lo que hoy es Asia. El género fue nombrado en 1937 por Riabinin, que tiempo después nombró a la especie tipo, Jaxartosaurus aralensis, siendo encontrada en Dabrazinskaya Svita, en el sitio de Alim Tau, Syderinskaya Oblast, Kazajistán. Una segunda especie, Jaxartosaurus fuyunensis, fue descrita por Xu en 1984 proveniente de Sinkiang, China, pero Weishampel y Horner en 1990, la consideraron dudosa. En 1968 Rozhdestvensky, describió a Procheneosaurus convincens puede ser un lambeosaurino temprano, o sinónimo de Jaxartosaurus.